# Arenaria balearica
Arenaria balearica (L.) es una especie de planta herbácea perteneciente a la familia de las cariofiláceas.

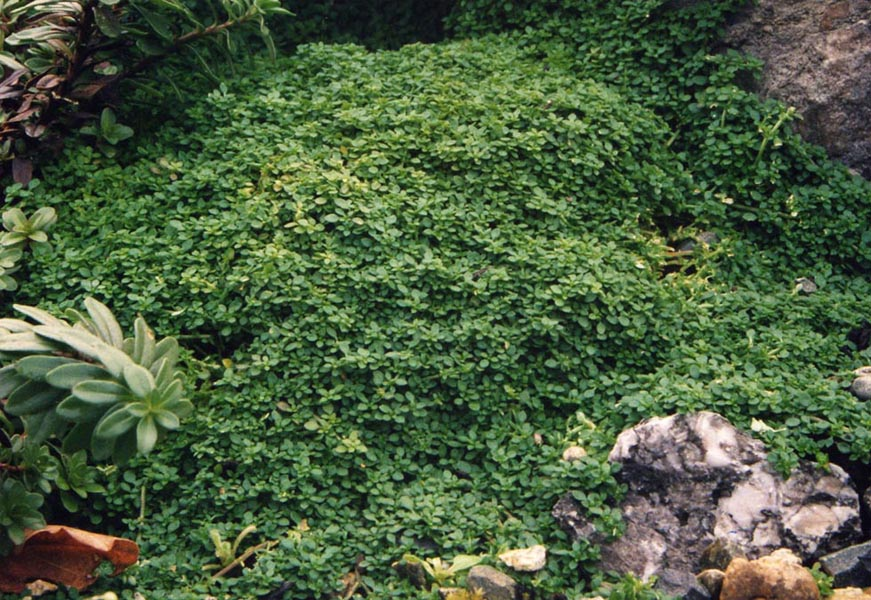
Vista de la planta en su hábitat

## Hábitat
Es nativa de la región del Mediterráneo, principalmente en el mar Tirreno, en España en las Islas Baleares, en Mallorca, donde crece en rellanos y taludes sombríos y húmedos de la vertiente norte de la Sierra de Tramontana.

## Descripción
Es una pequeña hierba de tallos filiformes, que crece aplicada al suelo con aspecto de musgo. Las hojas son de color verde oscuro, muy pequeñas. Generalmente la encontraremos formando pequeñas alfombras de hojitas sobre los taludes terrosos o directamente sobre las piedras, siempre en lugares sombríos y húmedos. Las flores son blancas; salen sobre un pedúnculo bastante largo, y cuando está en flor, parecen estrellitas sobre un fondo de hojas oscuras.

## Taxonomía
Arenaria balearica fue descrita por Carlos Linneo y publicado en Syst. Nat. ed. 12 3(App.): 230 1767.
Etimología
Arenaria: nombre genérico que deriva del término latino arenarius  = "de arena, arenoso". Adjetivo sustantivado: la planta a la que J.Bauhin dio este nombre en 1631 vive en terreno arenoso.
balearica: epíteto geográfico que alude a su localización en las Islas Baleares.
sinonimia
- Arenaria caespitosa Salisb.[4]
- Alsinanthus balearicus (L.) Desv.
- Arenaria corsica Steud.
- Arenaria gayana F.N.Williams[5]